# Bumacris pagdeni
Bumacris pagdeni är en insektsart som beskrevs av Willemse, C. 1935. Bumacris pagdeni ingår i släktet Bumacris och familjen gräshoppor.

## Underarter
Arten delas in i följande underarter:
- B. p. pagdeni
- B. p. kolombangarae
- B. p. mundae